# Manuel Solís Palma
Pour les articles homonymes, voir Palma (homonymie).
Manuel Solís Palma, né le 3 décembre 1917 à Los Santos et mort le 6 novembre 2009 à Panama est un homme d'État panaméen,  président de la république du Panama du 26 février 1988 au 1er septembre 1989.
Il meurt le 6 novembre 2009, à l'âge de 91 ans, d'un œdème pulmonaire.